# Przekształtnik flyback

Rys. 1: Schemat przekształtnika flyback

Przekształtnik flyback (przetwornica zaporowa) – rodzaj przekształtnika DC/DC, przekształcający napięcie stałe na inne napięcie stałe, z galwaniczną izolacją między wejściem a wyjściem. Flyback jest zasilaczem dwutaktowym – w pierwszym takcie energia jest gromadzona w polu magnetycznym cewki, a w drugim jest przekazywana do obciążenia. Jest to zmodyfikowany przekształtnik buck-boost z dławikiem posiadającym dwa uzwojenia, tworzącym rodzaj transformatora. W odróżnieniu jednak od klasycznego transformatora, który przekazuje energię bezpośrednio z wejścia na wyjście, transformator stosowany w przekształtniku flyback najpierw gromadzi energię w rdzeniu a dopiero później ją oddaje. Rdzenie takich transformatorów muszą być przystosowane do gromadzenia energii i zwykle posiadają szczelinę powietrzną. Dzięki zastosowaniu dwuuzwojeniowego dławika możliwa jest separacja galwaniczna między wejściem a wyjściem układu. Transformator umożliwia także zmianę wartości napięcia poprzez przekładnię.

## Analiza pracy układu

### Zasada działania

Rys. 2: Dwa stany pracy przekształtnika: Gdy klucz jest załączony energia jest przekazywana ze źródła napięcia do rdzenia transformatora, a wyjściowe obciążenie jest zasilane z kondensatora wyjściowego. Gdy klucz jest wyłączony energia zgromadzona w transformatorze jest przekazywana poprzez diodę do obciążenia oraz kondensatora wyjściowego.

Schemat przekształtnika widoczny jest na rys. 1. Działa on na zasadzie podobnej do przekształtnika buck-boost z rozdzielonym dławikiem tworzącym transformator. Gdy zachowany jest ciągły strumień indukcji magnetycznej w dławiku (tryb pracy ciągłej) to można wyróżnić dwa stany pracy:
- Gdy klucz jest zwarty (rys. 2 na górze), uzwojenie pierwotne podłączone jest do źródła napięcia. Płynący przez uzwojenie pierwotne prąd oraz strumień magnetyczny w rdzeniu zwiększają się, a energia jest gromadzona w transformatorze. Napięcie na uzwojeniu wtórnym polaryzuje diodę zaporowo. Wyjściowe obciążenie jest zasilane z kondensatora wyjściowego.
- Gdy klucz jest rozwarty (rys. 2 na dole), strumień magnetyczny w rdzeniu zmniejsza się. Napięcie na uzwojeniu wtórnym polaryzuje diodę w kierunku przewodzenia i prąd uzwojenia wtórnego płynie poprzez tę diodę do obciążenia oraz kondensatora.

### Tryby pracy
- Tryb pracy ciągłej. W tym trybie strumień magnetyczny dławika dwuuzwojeniowego nigdy nie spada do zera. Oznacza to, że podczas stanu gdy klucz jest rozwarty tylko część energii zgromadzonej w dławiku jest przekazywana do obciążenia.
- Tryb pracy przerywanej. W tym przypadku strumień magnetyczny dławika spada do zera zanim klucz zostanie ponownie załączony. Oznacza to, że przez pewien czas (gdy klucz jest rozwarty) prąd przestaje płynąć przez uzwojenie wtórne i jest pobierany wyłącznie z kondensatora.

## Zastosowanie
- zasilacze impulsowe małej mocy (ładowarki telefonów komórkowych)
- przetwornice DC/DC małej mocy
- zasilacze wysokiego napięcia w telewizorach i monitorach CRT